# Rivière des Aulnaies (rivière du Milieu)
Pour les articles homonymes, voir Rivière des Aulnaies et Aulnaie (homonymie).
La rivière des Aulnaies est un affluent de la rivière du Milieu, coulant du côté ouest de la rivière Saint-Maurice, dans la municipalité régionale de comté (MRC) de Matawinie, dans la région administrative de la Lanaudière, au Québec, au Canada. Le cours de la rivière traverse les territoires de:
- Saint-Michel-des-Saints (municipalité): canton de Brassard ;
- Baie-de-la-Bouteille (territoire non organisé): canton de Laviolette.

La rivière des Aulnaies fait partie du bassin versant de la rivière du Milieu, du Réservoir Taureau et de la rivière Matawin; cette dernière coule généralement vers l'est pour se déverser sur la rive est de la rivière Saint-Maurice, laquelle se déverse à son tour à Trois-Rivières sur la rive nord du fleuve Saint-Laurent.
L’activité économique du bassin versant de la rivière des Aulnaies s’avère la foresterie et les activités récréotouristiques. Le cours de la rivière coule entièrement en zones forestières. La surface de la rivière est généralement gelée de la mi-décembre jusqu’à la fin mars.

## Géographie
La rivière des Aulnaies prend sa source à l’embouchure du lac Carufel (longueur : 0,8 km ; altitude : 438 m) dans le canton de Brassard, dans la municipalité de Saint-Michel-des-Saints. Ce lac est localisé du côté sud-ouest d’une montagne dont le sommet atteint 573 m.
L’embouchure de ce lac Carufel est située à 9,5 km au sud-est de la confluence de la rivière des Aulnaies, à 10,0 km au nord-ouest du centre du village de Saint-Michel-des-Saints et à 30,1 km au sud-est de l’embouchure du réservoir Taureau.
À partir de l’embouchure du lac Carufel, la rivière des Aulnaies coule sur 17,6 km, selon les segments suivants :
- 2,7 km vers le sud-est, dans le canton de Brassard, en traversant le lac Brod (longueur : 0,6 km ; altitude : 425 m) sur sa pleine longueur et le lac Saint-Martin (longueur : 0,9 km ; altitude : 421 m), jusqu’à l’embouchure ;

- 3,5 km vers le nord-est, jusqu’à la décharge du lac du Trèfle (venant du nord-ouest) ;
- 2,4 km vers le nord-est, en traversant le lac Beaulieu (longueur : 0,3 km ; altitude : 366 m) en fin de segment, jusqu’à l’embouchure ;
- 8,5 km vers le nord, jusqu’à la limite du canton de Laviolette ;
- 0,2 km vers le nord-est dans le canton de Laviolette en coupant une route forestière, jusqu’à la confluence de la rivière[2].

La rivière des Aulnaies se déverse dans le canton de Laviolette, sur la rive sud-ouest de la rivière du Milieu.
La confluence de la rivière des Aulnaies est située à :
- 1,2 km en aval de la confluence de la rivière Laviolette ;
- 13,5 km au nord-ouest du centre de Saint-Michel-des-Saints ;
- 22,9 km à l'ouest de l’embouchure du Réservoir Taureau ;
- 81 km à l'ouest de la confluence de la rivière Matawin.

## Toponymie
Le toponyme rivière des Aulnaies a été officialisé le 5 décembre 1968 à la Commission de toponymie du Québec.